# Iotización
La iotización es una forma de palatalización que se da en las lenguas eslavas . Ocurre al mezclar una consonante con la aproximante palatina /j/, que en el alfabeto griego se representa con una iota (ι). Por ejemplo, en inglés ni dentro de la palabra cebolla ni en la gallega ñ tienen el sonido de n iotificado . En serbio , por ejemplo, la iotización se utiliza para expresar el plural de algunas palabras: /kamen/ (piedra) versus /kamenje/ (piedras). 